# Janowo (powiat bydgoski)
Janowo – wieś w Polsce, położona w województwie kujawsko-pomorskim, w powiecie bydgoskim, w gminie Dąbrowa Chełmińska. 
W latach 1939–1945 położona była w okręgu Rzeszy Gdańsk-Prusy Zachodnie, w rejencji bydgoskiej (Regierungsbezirk Bromberg), w powiecie Chełmno (Kreis Kulm).
W latach 1975–1998 miejscowość należała administracyjnie do województwa bydgoskiego.

## Położenie
Miejscowość położona jest w gminie Dąbrowa Chełmińska, powiecie bydgoskim, na historycznej Ziemi Chełmińskiej. Wieś położona jest na wysoczyźnie morenowej w zachodniej części Wysoczyzny Chełmińskiej, na krawędzi zbocza Doliny Dolnej Wisły. W otoczeniu wsi wysoczyzna urozmaicona jest kemami oraz licznymi formami wklęsłymi, wytopiskowymi lodowca, zajętymi przez niewielkie oczka wodne, bądź torfowiska.

## Nazwa
Miejscowość występowała w dokumentach pod nazwami: Jankow (1472 i 1525); Janowo (1570). Nazwa pochodzi prawdopodobnie od imienia Jan, tj. od imienia właściciela osady.

## Charakterystyka

### Demografia
Według Narodowego Spisu Powszechnego (III 2011 r.) Janowo liczyło 298 mieszkańców. Jest ósmą co do wielkości miejscowością gminy Dąbrowa Chełmińska.

### Przyroda i rekreacja
Wieś położona jest na obszarze o wysokich walorach przyrodniczych. Jest otoczona dużym kompleksem leśnym. Na północny zachód od wsi w obniżeniu terenu leży użytek ekologiczny – śródleśne jezioro Skrzynka, a w promieniu kilku kilometrów cztery rezerwaty przyrody: Las Mariański, Wielka Kępa Ostromecka, Linje oraz Reptowo, które chronią siedliska związane z doliną Wisły: łęgi, grądy i bory mieszane, torfowiska i stanowisko lęgowe czapli siwej. W 2003 tereny otaczające wieś włączono w obszar Zespołu Parków Krajobrazowych Chełmińskiego i Nadwiślańskiego.

### Szlaki turystyczne
Przez Janowo przebiegają szlaki turystyczne:
- pieszy szlak turystyczny (48,4 km) „Rezerwatów Chełmińskich”, wiodący z Bydgoszczy-Fordonu do Chełmna[7]
- szlak rowerowy „Po Dolinie Dolnej Wisły” Cierpice-Bydgoszcz-Świecie-Nowe-Gniew-Tczew-Kwidzyn-Grudziądz-Świecie-Ostromecko-Zamek Bierzgłowski

### Kościoły i Związki Wyznaniowe
- Kościół Rzymskokatolicki
- Świecki Ruch Misyjny „Epifania” – zbór w Janowie

## Historia
Pierwsza wzmianka o Janowie pochodzi z 1472 roku, kiedy król Kazimierz IV Jagiellończyk wystawił akt zgody na wykupienie dóbr królewskich we wsi przez Jana z Sumina. W 1526 roku częściowo opustoszałe Janowo otrzymał w lenno Franciszek Estken z Torunia. W 1592 roku we wsi mieszkał sołtys z 7 zagrodnikami – ubogimi szlachcicami, własnoręcznie uprawiającymi ziemię. W 1599 roku wieś nabyły siostry benedyktynki dla ich klasztoru w Chełmnie. W tym czasie dzięki posagowi ksieni Magdaleny Mortęskiej, benedyktynki nabyły również m.in. Pień, Wałdowo Królewskie, część Czarża i Czemlewo, a w 1602 wzniosły w Janowie nowy folwark.
W okresie zaborów (1772-1918) folwark benedyktynek chełmińskich przeszedł pod zarząd pruski (Królewski Urząd Domen w Unisławiu), który sprzedawał lub wydzierżawiał ziemię włościanom. W 1865 roku w skład wsi wchodziło 19 gospodarstw rolnych (łącznie ok. 148 ha). W 1881 obszar łączny dóbr ziemskich w Janowie wynosił 597 mórg pruskich. We wsi znajdowało się 35 budynków, w tym 20 mieszkalnych. Miejscowość zamieszkiwało 187 osób, w tym 137 katolików i 50 ewangelików. Byli to głównie mało- i średniorolni chłopi. Natomiast w 1921 roku Janowo dysponowało 48 budynkami mieszkalnymi, które zajmowało 314 mieszkańców. W latach 1939 - 1942 dotychczasową nazwą wsi było Paparczyn, lecz po przeprowadzonej zamianie nazw miejscowości w Okręgu Rzeszy Gdańsk-Prusy Zachodnie, w latach 1942 - 1945 nazywała się Papersen. Wszyscy oni deklarowali, że są Polakami. Była to jedyna wieś w gminie wyłącznie zamieszkiwana przez Polaków. W 1966 w Janowie mieszkało 235 osób.